# Jacky Siméon
 (septembre 2023).
Si vous disposez d'ouvrages ou d'articles de référence ou si vous connaissez des sites web de qualité traitant du thème abordé ici, merci de compléter l'article en donnant les références utiles à sa vérifiabilité et en les liant à la section « Notes et références ».
Pour les articles homonymes, voir Siméon.
Jacky Siméon, né le 24 octobre 1952 à Montpellier, est un raseteur français, vainqueur de la Cocarde d'or. Il est également écrivain.

## Biographie
Originaire de Pérols, il est issu d'une fratrie de 9 enfants, dont 7 garçons ; 6 d'entre eux endosseront la tenue blanche : Jean-Pierre (1946), Raymond (1949), Maurice (1954), Daniel (1960), ancien responsable des écoles taurines de Pérols et Nîmes, directeur des arènes du Grau-du-Roi et directeur de la publication d'Arène et du Cocardier, et Patrick (1963). À partir de 1982, il vit à Beaulieu, avant de s'installer à Sommières.
Il a eu pour tourneur le raseteur d'Aimargues Léopold Dupont, puis Alain Albuisson de Marsillargues,
Il débuta en course "officielle" dans le village héraultais du Cres (Le Cres) en 1973 et les spectateurs présents comprirent vite qu'un vent nouveau allait souffler sur la course dite "Libre" puis "Camarguaise",  sa manière d'aller à la tête du taureau allait créer un razet nouveau  dont le public deviendra friand.
Avec ses frères, les arènes régionales se remplissaient à l'affiche du nom de Simeon, ce fut la "Simeonite" qui pendant une quinzaine d'années fera refleurir la course à la cocarde, son palmarés certes élogieux sera amoindri par de nombreuses blessures,  particulièrement celle concernant son épaule qui entraînera plusieurs opérations et qui l'obligera même à razeter à gauche ce qui n'a rien de facile pour un droitier. La dernière opération s'avérera bénéfique et lui permettra de distiller, avec moins d' appréhension, ses  razets si appréciés.Il affrontera tous les taureaux sans distinction particulièrement les redoutables vedettes que furent entre autres les Rami, Bagna, Vergezois, Ringot, Quasimodo, Ourias, Ventadour, Furet, Gardon, Loupiot, Tegel, Segren, Charlot, Paco, Rousset et son préféré Pascalet avec pour lui le razet d'anthologie à Lunel en Juillet 1979. Malheureusement le 3 juillet 1989 à la Cocarde d'Or à Arles (Bouches-du-Rhône) le premier taureau de la course Vidocq de Laurent lui infligera une terrible blessure (section de l'artère fémorale) qui sans la présence d'un corps médical aussi relevé se serait certainement avérée fatale. La rééducation sera longue, une nouvelle opération sur l'artère touchée sera nécessaire, et l'espoir de razeter à nouveau se limitera aux courses d'adieu à son fidèle public dans ces arènes de la région qui le virent tant de fois triompher. L'absence de ce taureau si présent durant des années sera longue à compenser, il retrouvera dans l'écriture une nouvelle manière de s'exprimer, d'abord par son premier livre "Une  Cocarde d'Or et de Sang" où il relate cette triste journée, suivront ensuite d'autres livres, notamment des romans  à connotations biographiques qui toucheront un public nouveau ravi de le voir exposer cette nouvelle qualité de romancier. La course  Camarguaise restera néanmoins très présente puisqu'on le verra intervenant dans de nombreuses émissions tauromachiques, sa connaissance du taureau et du razet pour lequel son approche personnelle est plus artistique que physique (razeteur-torero) le verra participer à de nombreuses émissions télévisées et radiophoniques. iI est à noter d'ailleurs que, curieusement, ce paralléle avoué avec le torero l'amènera dans le burladero de nombreuses "placitas" et "plazas" mais jamais en piste capote ou muleta en main.
En 2011, il présentera une liste lors de l'élection du comité directeur de la FFCC : il est le seul élu mais renoncera à siégerA présent, il est co-directeur avec son frère Daniel des Arènes de Beaucaire, et associé dans la gestion des Arènes de Lunel avec Hervé Jeanne, Stéphane Roussille et Pascal Mailhan .

### Prises de position
Lors des législatives de 2012, il soutient Katy Guyot dans la 2e circonscription du Gard.

### Palmarès
- Trophée des As : 1979[3]
- Cocarde d'or : 1983[4]
- Palmes d'Or 1979, 1984
- Corne d'Or  1979, 1980, 1981,1983
- Gland d'Or 1983
- Muguet d'Or 1979, 1980
- Razet d'Or 1981,1986
- Ficelles d'Argent 10 fois
- Trophée Pescalune 1985
- Trophée DAMOUR 1981,1984
- Trophée Féria 1981, 1985

## Ouvrages
- Une cocarde d'or et de sang, Arles, Actes Sud, 2002
- De l'eau, des taureaux et des hommes, Arles, Actes Sud, 2004
- Maestro, entretiens avec Alain Rodier, éditions CCCC  Marsillargues,2005
- Le Cours du destin, Vauvert, Au diable vauvert (éditeur), 2011
- Dictionnaire de la course camarguaise, Vauvert, Au diable vauvert, 2013, 142 p. (ISBN 978-2-846-26424-2) (nouvelle éd. 2020)
- Sur la route des taureaux, Vauvert, Au diable vauvert, 2017
- Jean Lafont : roi de Camargue (préf. Carole Delga), Vauvert, Au diable vauvert, 2019.